# Benson, Oxfordshire
Benson är en ort och civil parish i Storbritannien.   Den ligger i grevskapet Oxfordshire och riksdelen England, i den södra delen av landet, 70 km väster om huvudstaden London. Benson ligger 52 meter över havet och antalet invånare är 5 691.
Terrängen runt Benson är platt. Runt Benson är det ganska tätbefolkat, med 192 invånare per kvadratkilometer. Närmaste större samhälle är Oxford, 17,7 km nordväst om Benson. Trakten runt Benson består till största delen av jordbruksmark.